# Andrea Hewitt
Andrea Hewitt (Christchurch, 4 aprile 1982) è una triatleta neozelandese.

## Carriera
Si è laureata campionessa del mondo di triathlon ai Campionati di Gamagori del 2005, categoria under 23.
Nel 2006 ha vinto la medaglia di bronzo ai Giochi del Commonwealth di Melbourne alle spalle della campionessa uscente, l'australiana Emma Snowsill, e della connazionale Samantha Warriner. Nello stesso anno è arrivata 2ª assoluta nella gara di coppa del mondo di Madrid, mentre ha raggiunto il gradino più basso del podio nelle gare di Salford, Kitzbühel e Mooloolaba.
Nel 2007 ha vinto la gara di coppa del mondo di Kitzbühel ed è arrivata 2ª a Madrid.
Nel 2009 ha vinto la medaglia d'argento ai mondiali di triathlon, frutto principalmente della vittoria alla gara di Madrid, del 2º posto a quella di Yokohama e del 3º posto a Kitzbühel, oltre all'8º posto assoluto alla gran finale di Gold Coast.
Nel 2010 si è laureata campionessa d'Oceania a Wellington ed è arrivata a podio (2° assoluta) nella gara della serie dei campionati del mondo di Sydney. Ha ottenuto un 3º posto in quella di Kitzbühel.

### Le Olimpiadi
Pechino 2008: Andrea ha rappresentato la Nuova Zelanda ai giochi olimpici di Pechino. Dall'acqua è uscita con le primissime e ha mantenuto la posizione fino alla fine del percorso ciclistico. Nella frazione finale, complice lo sforzo pagato, ha perso più di un minuto dalle 3 atlete che sono andate a medaglia conseguendo comunque un importante 8º posto assoluto.

## Titoli
- Campionessa del mondo di triathlon (Under 23) - 2005